# Radhakrishnaite
La radhakrishnaite è un minerale.